# Curt Wohlgemuth
Curt Wohlgemuth, auch Kurt Wohlgemuth, (* 4. August 1897 in Elbing; † nach 1945) war ein deutscher Landrat.

## Leben
Er trat zum 1. Mai 1932 der NSDAP bei (Mitgliedsnummer 967.450) und wurde nach dem deutschen Überfall auf Polen 1939 in den besetzten Gebieten als Kreisleiter tätig. Von Preußisch Holland kommend wurde er als Kreisleiter am 3. Dezember 1940 zum kommissarischen Landrat des Landkreises Praschnitz eingesetzt. Mit Wirkung vom 1. Januar 1942 übernahm er offiziell dieses Amt in Praschnitz. Er blieb bis Januar 1945 im Amt.